# Pau (Gerona)
Pau es municipio español de la comarca del Alto Ampurdán en la provincia de Gerona, Cataluña.

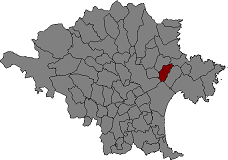
Situación de Pau dentro la comarca del Alto Ampurdán

Se extiende al lado de la cuenca del río Muga, por las vertientes meridionales de la sierra de Rodes, su parte más accidentada se incluye dentro del Parque Natural del Cabo de Creus y la parte más llana pertenece al Parque Natural de las Marismas del Ampurdán.
Sus cultivos son de olivos y especialmente de viña, se encuentra dentro de la zona vitivinícola del Ampurdán y sus vinos son comercializados por toda España.
Por los monumentos megalíticos que se conservan en la zona dolmética de la sierra de Rodes, demuestran que su historia se remonta a muchos miles de años atrás. Su término perteneció al monasterio de San Pedro de Roda durante la Edad Media.

## Entidades de población
- Pau
- Olivars de Pau
- Vilagut

## Demografía
Pau cuenta con una población de 584 habitantes (INE 2024).
| Gráfica de evolución demográfica de Pau entre 1842 y 2021 |
| |
| Población de derecho según los censos de población del INE Población de hecho según los censos de población del INEEntre el censo de 1857 y el anterior, crece el término del municipio porque incorpora a Vilagut |

| Nacionalidad | Hombres | Mujeres | Total | %      | Proporción |
| ------------ | ------- | ------- | ----- | ------ | ---------- |
| Española     | 201     | 206     | 407   | 70.2 % |            |
| Extranjera   | 83      | 89      | 172   | 29.7 % |            |

| 1497 | 1515 | 1553 | 1717 | 1787 | 1857 | 1877 | 1887 | 1900 |
| ---- | ---- | ---- | ---- | ---- | ---- | ---- | ---- | ---- |
| 12   | —    | 20   | 152  | 149  | 565  | 575  | 591  | 554  |

| 1910 | 1920 | 1930 | 1940 | 1950 | 1960 | 1970 | 1981 | 1990 |
| ---- | ---- | ---- | ---- | ---- | ---- | ---- | ---- | ---- |
| 549  | 547  | 481  | 423  | 458  | 385  | 426  | 312  | 316  |

| 1992 | 1994 | 1996 | 1998 | 2000 | 2002 | 2004 | 2006 | — |
| ---- | ---- | ---- | ---- | ---- | ---- | ---- | ---- | - |
| 354  | 359  | 393  | 415  | 417  | 462  | 454  | 501  | — |

## Monumentos de interés

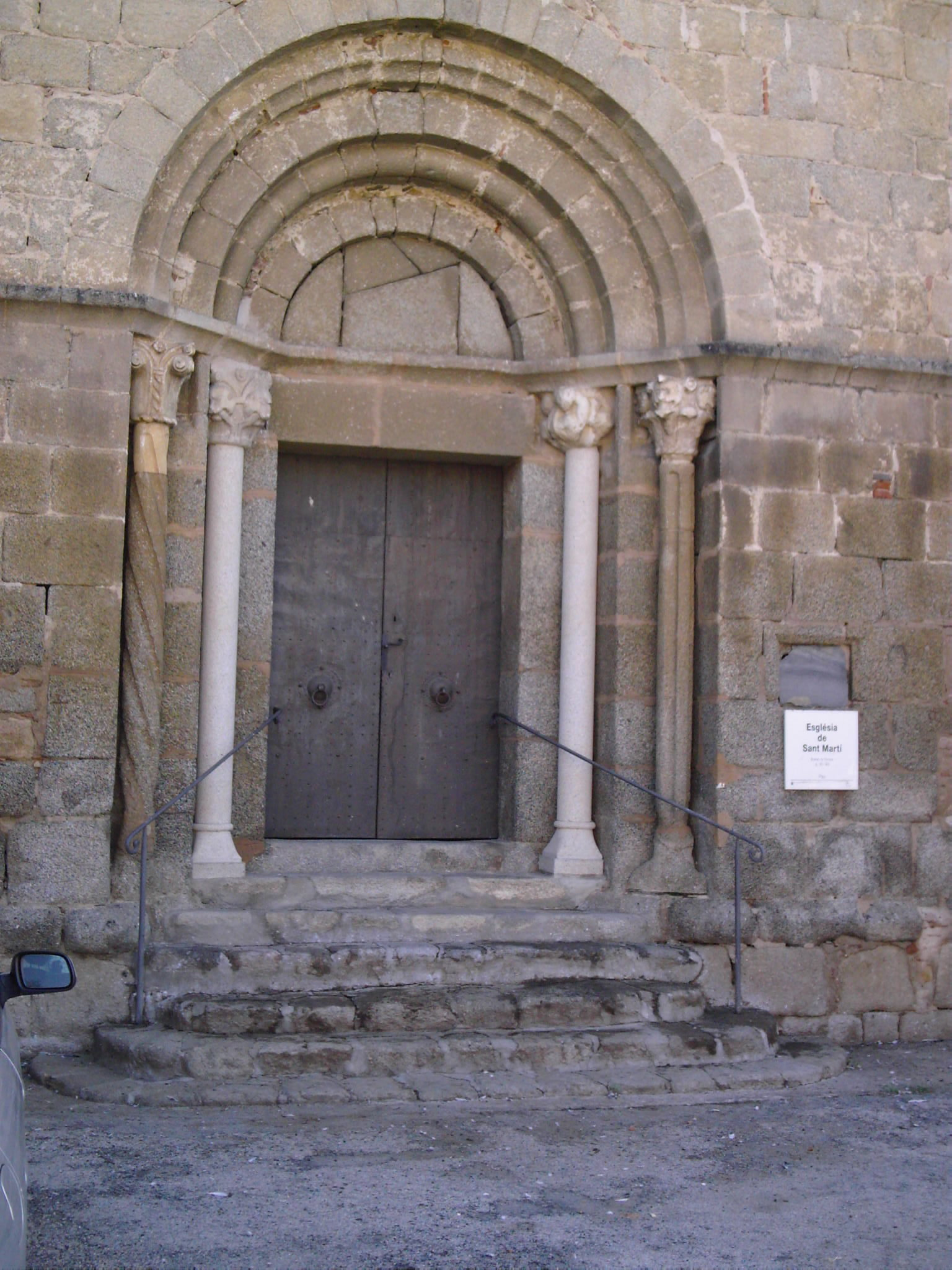
Puerta de la iglesia de San Martín

- Iglesia de San Martín. Románico de  los siglos XI-XIII. Destaca su fachada con una puerta formada con cinco arquivoltas de medio punto, en las columnas sobre los que descansan tienen unos capiteles de tipo vegetal y zoomórfico
- Cal Marqués. siglo XVII-XVIII. Sobre el antiguo castillo de Pau.
- Lago de Vilagut. Lugar de anidada y de paso de aves.
- Dolmen de la Burnauaç
- Dolmen del Coll del Bosc de la Margalla
- Dolmen de la Creu Blanca